# Преап Ин
Преап Ин (кхмер. ព្រាប អ៊ិន; 1938, Кампот — 1964, Кампонгспы) — камбоджийский политический активист, участник повстанческого движения Свободные кхмеры. Близкий соратник Сон Нгок Тханя. Противник Нородома Сианука, республиканец, антикоммунист. Публично казнён по указанию Сианука.

## Активист Кхмер Серей
Родился в крестьянской семье. Получил инженерное образование. Состоял в Демократической партии. Дядей Преап Ина был известный камбоджийский политик Ин Там.
По политическим взглядам Преап Ин был убеждённым республиканцем и сторонником Сон Нгок Тханя. Он разделял негативное отношение Сон Нгок Тханя к королю и премьеру Нородому Сиануку, считал Сианука диктатором, а его политику прокоммунистической. В конце 1950-х Преап Ин присоединился к антимонархическому и антикоммунистическому движению Свободные кхмеры (Кхмер Серей). Считался близким соратником Сон Нгок Тханя.

## Арест и обвинения
Осенью 1963 Ин Там встретился с Преап Ином и предложил своё посредничество в переговорах Кхмер Серей с Сиануком об условиях возвращения Сон Нгок Тханя в Камбоджу. Преап Ин, как предполагается, согласился на этот план. 19 ноября 1963 Преап Ин был арестован в Такео вместе с королевским шофёром Саин Саном.

Сианук объявил о задержании двух оперативников Кхмер Серей… Преап Ин и Саин Сан были арестованы, доставлены в Пномпень и выставлены в клетках на всеобщее обозрение в национальном конгрессе. Повернувшись лицом к заключённым, окружённый тысячами сторонников, Сианук отрицал какие-либо договорённости с ними. Конгресс быстро превратился в импровизированное судилище. Сианук потребовал, чтобы заключённые признали американское пособничество Сон Нгок Тханю и обеспечение Кхмер Серей радиопередатчиками. Саин Сан ответил утвердительно на оба вопроса и был немедленно освобождён. Преап Ин, видимо, находясь в состоянии шока, отказывался отвечать. Сианук отдал его на «волю конгресса». Сотни зрителей бросились к клетке, где стоял Преап Ин, швыряли в него мусор и резиновые сандалии, пока его не отправили под военный трибунал.

## Казнь и память
Преап Ин был приговорён к смертной казни и в январе 1964 расстрелян. Казнь была заснята на киноплёнку и в течение месяца демонстрировалось во всех кинотеатрах Камбоджи. Кадры расстрела публиковались также на правительственных пропагандистских плакатах.

Сианук был авторитарен, но демонстративное кровопускание не считалось его стилем. То, как поступили с Преап Ином, своей отвратительной новизной возмутило многих камбоджийцев.

Дело Преап Ина постепенно превратилось в компромат на Сианука и его окружение. Премьер-министр Хун Сен угрожал демонстрировать киносъёмку казни при конфликтах с королём. В июле 2007 в Пномпене разбрасывались листовки с жёсткой критикой Сианука (к тому времени уже два с половиной года как отрекшегося от престола). Авторы листовки называли свою организацию «Дух Преап Ина».